# Зев бен Шимон Халеви
Зев бен Шимон Халеви (Z'ev ben Shimon Halevi, с английско име Уорън Кентън, Warren Kenton, 8 януари 1933 – 21 септември 2020) е един от най-известните кабалисти на XX и XXI в., автор на съчинения върху Кабала, астрология и театрално изкуство.

## Биография
Зев бен Шимон Халеви е роден на 8 януари 1933 г. в Лондон, в еврейско семейство. По бащина линия произхожда от семейството на сефарадски евреи от Бесарабия, а по майчина от ашкенази в Полша. Завършва Кралската художествена академия и Кралската академия за драматично изкуство в Лондон. Работи в психиатрични клиники, театрални работилници, в Кралската опера „Ковънт Гардън“ и др. Изнася лекции пред Теософското общество, Кралския художествен колеж, Уелският институт по архитектура, Юнгианския институт в Ню Мексико, както и по целия свят. Получава ласкави отзиви от принц Чарлз, Шиниъд О'Конър, Катлийн Рейн и др. Основател на организацията Кабала Общество в Ню Йорк. Умира на 21 септември 2020 г. в Лондон.

## Кабала
Изучава основно Кабала повече от 40 години и посещава древни кабалистични центрове в Израел, Испания, Франция, Северна Африка и др. Преподава Кабала от 1971 г. Неговата Кабала продължава традицията на испанската линия на Кабала (Толедската Кабала) и Соломон ибн Гебирол.

## Творчество
Автор е на книги за Кабала, астрология, космология, театралното изкуство, а също и на една новела. Книгите му са преведени на над 13 езика, включително и на български.

## Съчинения
- Кабалистичното дърво на живота (Adam and the Kabbalistic Tree) (1974), преведена на български (2017)
- Кабалистичната Вселена (A Kabbalistic Universe) (1977), преведена на български (2006)
- Психология и Кабала (Psychology and Kabbalah) (1986), преведена на български (2023)
- Пътят на Кабала (The Way of Kabbalah) (1991), преведена на български (2002)
- Кабала и астрология (Astrology and Kabbalah) (2000), преведена на български (2017)
- Въведение в света на Кабала (Introduction to the World of Kabbalah) (2008), преведена на български (2016)
- Пътят на кабалиста: Автобиография (The Path of a Kabbalist: An Autobiography) (2009), преведена на български (2019)